# Nystalea
Nystalea är ett släkte av fjärilar. Nystalea ingår i familjen tandspinnare.

## Bildgalleri

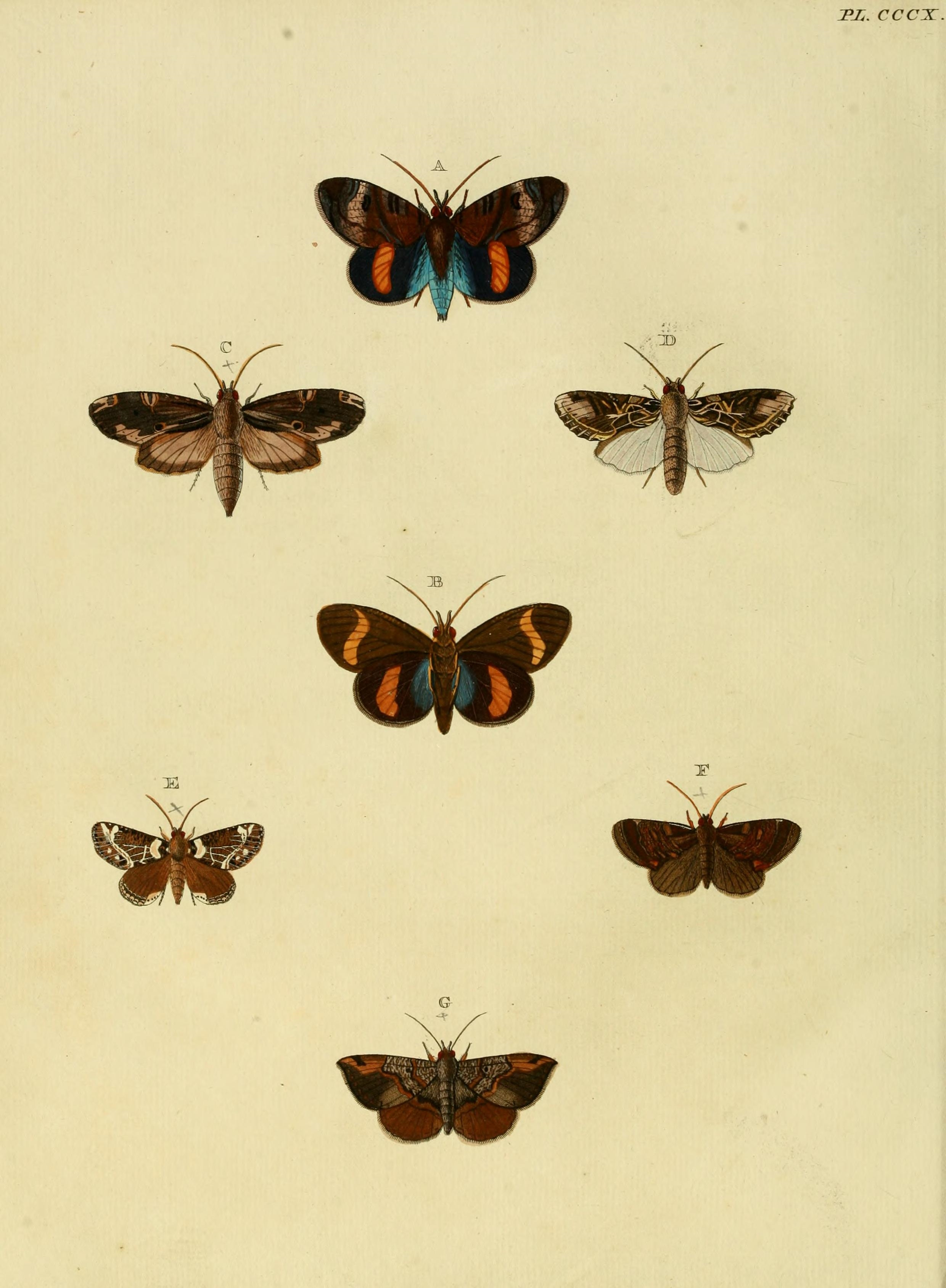
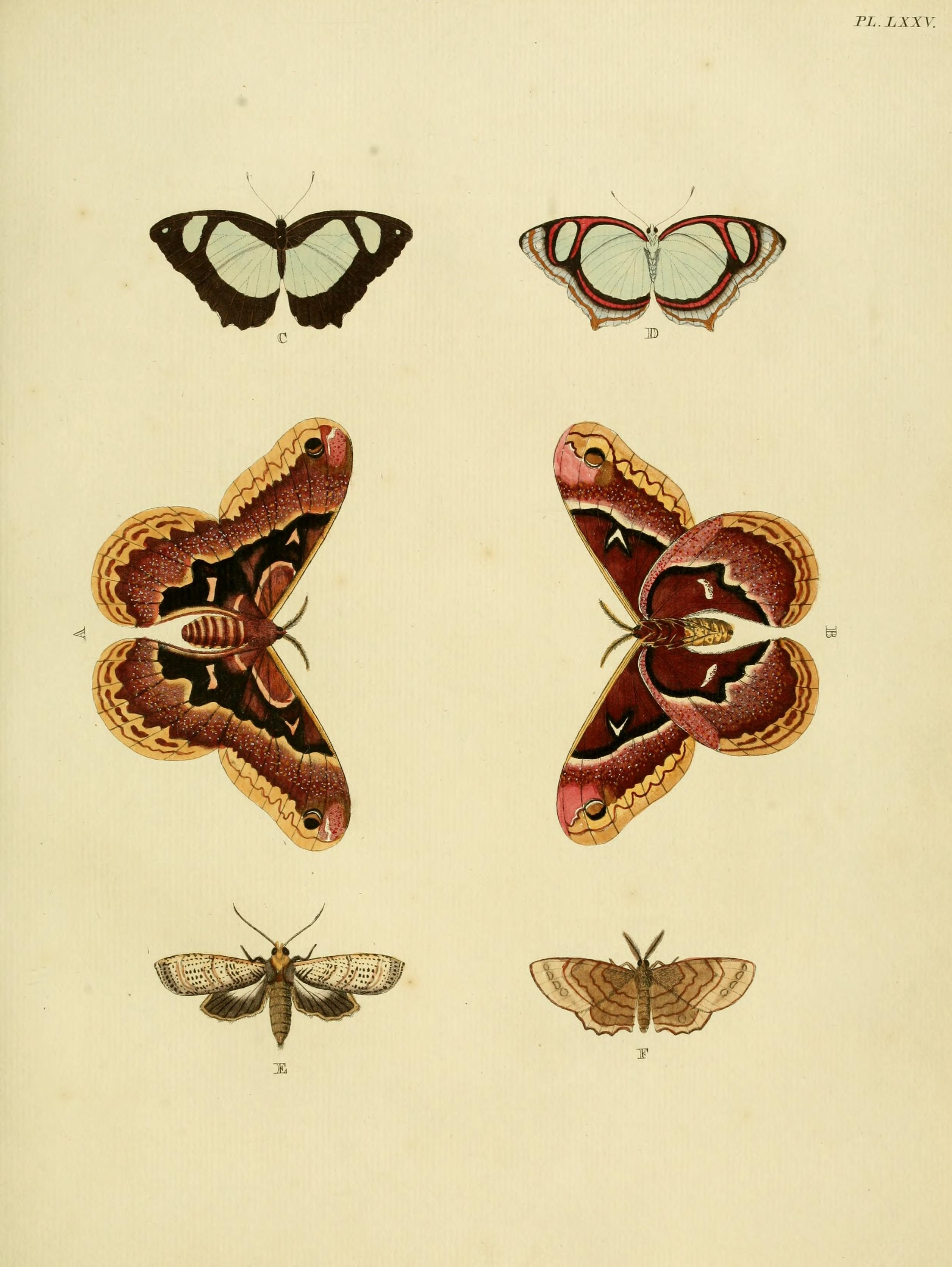

## Dottertaxa tillNystalea, i alfabetisk ordning[1]
- Nystalea aequipars
- Nystalea alba
- Nystalea albipicta
- Nystalea amatura
- Nystalea analeptris
- Nystalea argolarma
- Nystalea arimathea
- Nystalea bipartita
- Nystalea biumbrata
- Nystalea collaris
- Nystalea conchyfera
- Nystalea congrua
- Nystalea corrusca
- Nystalea cucullia
- Nystalea dahni
- Nystalea difficilis
- Nystalea discalis
- Nystalea divisa
- Nystalea drucei
- Nystalea eastmani
- Nystalea ebalea
- Nystalea eutalanta
- Nystalea flavescens
- Nystalea folia
- Nystalea forfex
- Nystalea grisescens
- Nystalea guttiplena
- Nystalea guttulata
- Nystalea guzmani
- Nystalea idonea
- Nystalea inchoans
- Nystalea indiana
- Nystalea joanna
- Nystalea julitha
- Nystalea kayei
- Nystalea lavana
- Nystalea lineiplena
- Nystalea longicornis
- Nystalea lophocera
- Nystalea luciplena
- Nystalea malga
- Nystalea manacoides
- Nystalea marmorata
- Nystalea marmorea
- Nystalea marona
- Nystalea melites
- Nystalea mocotana
- Nystalea multiplex
- Nystalea nigriplaga
- Nystalea nigritorquata
- Nystalea nyseus
- Nystalea nystalina
- Nystalea obliquata
- Nystalea ocellata
- Nystalea olivescens
- Nystalea parsoni
- Nystalea picta
- Nystalea plumipes
- Nystalea porgana
- Nystalea postpuncta
- Nystalea quaesita
- Nystalea rhetesa
- Nystalea rutilans
- Nystalea sabella
- Nystalea scarra
- Nystalea scintillans
- Nystalea seminivea
- Nystalea sequora
- Nystalea serrata
- Nystalea severina
- Nystalea similis
- Nystalea squamosa
- Nystalea striata
- Nystalea superciliosa
- Nystalea virgula
- Nystalea xylophasioides
- Nystalea zeuzeroides